# إيرا هيرسكويتز
إيرا هيرسكويتز (بالإنجليزية: Ira Herskowitz) (من مواليد 14 يوليو 1946 - وتوفي في 28 أبريل 2003) هو عالم وراثة أمريكي اشتهر بعمله على التمايز الخلوي.

## سيرته الذاتية
وُلد هيرسكويتز في بروكلين، نيويورك. تخرج هيرسكويتز من معهد كاليفورنيا للتقنية ، ثم حصل على الدكتوراة من معهد ماساتشوستس للتكنولوجيا. بدأ إيرا التدريس في جامعة أوريغون، ثم انتقل إلى جامعة كاليفورنيا، سان فرانسيسكو في عام 1981، حيث ترأس مختبر هيرسكويتز.
تم انتخابه لرئاسة الأكاديمية الوطنية للطب في عام 2002، بعد أن ترأس الأكاديمية الوطنية للعلوم في عام 1986. تُوفي هيرسكويتز في سان فرانسيسكو، كاليفورنيا في 28 أبريل 2003 بسبب سرطان البنكرياس.
قال عنه جيمس واتسون:
كان هيرسكويتز واحدًا من الناس الذين جعلوا مختبرات العلوم أحد الأماكان الأكثر إثارة في العالم، يمكن لأي عالم ان يحلم بالتواجد به. كان من المُسلي أن أستمع إلى حديث إيرا، والذي اقترب من العلم بدرجد عالية من المثالية.

## الجوائز
- 1985 جائزة ناس للاستعراض العلمي من الأكاديمية الوطنية للعلوم.[11]
- 1987 زمالة برنامج ماكارثور[12]
- 1988 وسام الجمعية الأمريكية لعلم الوراثة[13]
- 2002 وسام توماس هانت مورغان[14]
- 2003 جائزة لويس روزنستيل للعمل المتميز في البحوث الطبية الأساسية.

## روابط خارجية
- Herskowitz Laboratory
- "Ira Herskowitz", Scientific Commons
- "Ira Herskowitz", Google Scholar